# Encarnacionismo (teología)
El encarnacionismo es una doctrina religiosa que forma parte de la ortodoxia de la Iglesia católica
Se suele referir al encarnacionismo en oposición a otras posiciones cristológicas como el adopcionismo o el arrianismo. Según los encarnacionistas, debido a la consustancialidad del Padre y el Hijo, este último no fue creado y por tanto no tiene un origen temporal. Esta posición difiere de la arriana que afirma a Cristo como la primera obra de la creación de Dios y por tanto niega la consustancialidad. La venida a la Tierra de Jesucristo, según los encarnacionistas, habría sido una Encarnación del mismo Dios Hijo (el Verbo, segunda persona de la Trinidad) y no se trataría entonces de un ser humano normal ungido por Dios -postura adopcionista- o de la encarnación de la primera criatura -postura arriana.
- Datos: Q5832312